# Hegyi Aranka
Hegyi Aranka (Szabadka, 1855. május 25. – Budapest, 1906. június 9.) színművész, operett- és dalénekesnő.

## Élete
Hegyi Poldi cigányprímás lánya volt. Miután édesapja elhunyt, a lányt előbb Herczenberger Sándor prímás, majd Sárközi Ferenc cigányprímás nevelte. Hegyi Aranka tehetsége korán megmutatkozott, a Nemzeti Színház balettiskolájában vett tánc- és énekórákat, Fehérvári Marinál tanult. Első sikerét a Kapitánykisasszony című operettben aratta Genée szerepében, Szabadkán, 1878-ban. 1880-ban Rákosi Jenő a Népszínházhoz szerződtette, itt Blaha Lujza és Pálmay Ilka egyenrangú társaként működött. 1885. július 6-án férjhez ment Farkas Károly szabadkai építészhez, de csak két évig voltak együtt.
A Schöpflin-féle: Magyar Színművészeti Lexikon így jellemzi: "A természet elhalmozta mindazzal, ami diadalt szerezhetett neki ezen a színpadon. Királynői termete karcsú volt és hajlékony, alkotása tökéletes, vonalai klasszikusan szépek. Feje valóságos cigányfej, szemében perzselő hév, ajaka érzéki és mosolygása bájos, fekete hajának dús koszorúja harmonikusan egészítette ki ezt a ritkaszép főt, mely már maga is beszélt, játszott és hódított."
... poézissel telített lelke, játékának virtuóz szabadossága, meleg hangja, énekbeli készségei, futamai, trillái, táncos ügyessége, humora és gráciája, érzelmessége, még eszményi véznasága is tehetségéről, rátermettségéről beszél
Utolsó szerepe, a Vándorlegényben a herceg volt. 1900 szeptember havában magánszínésziskolát nyitott.
Strobl Alajos őróla mintázta Táncosnő című szobrát, amely a Vigadó épületet díszíti.

## Fontosabb szerepei
- Beatrix (Lecocq: Nap és Hold);
- Lili (Hervé);
- Laura (Millöcker: A koldusdiák);
- Nanki Poo (Arthur Sullivan – William Schwenck Gilbert: A mikádó);
- Rosalinda, Adél (ifj. Johann Strauss: A denevér);
- Sélim (Verő Gy.: A szultán).

## Galéria

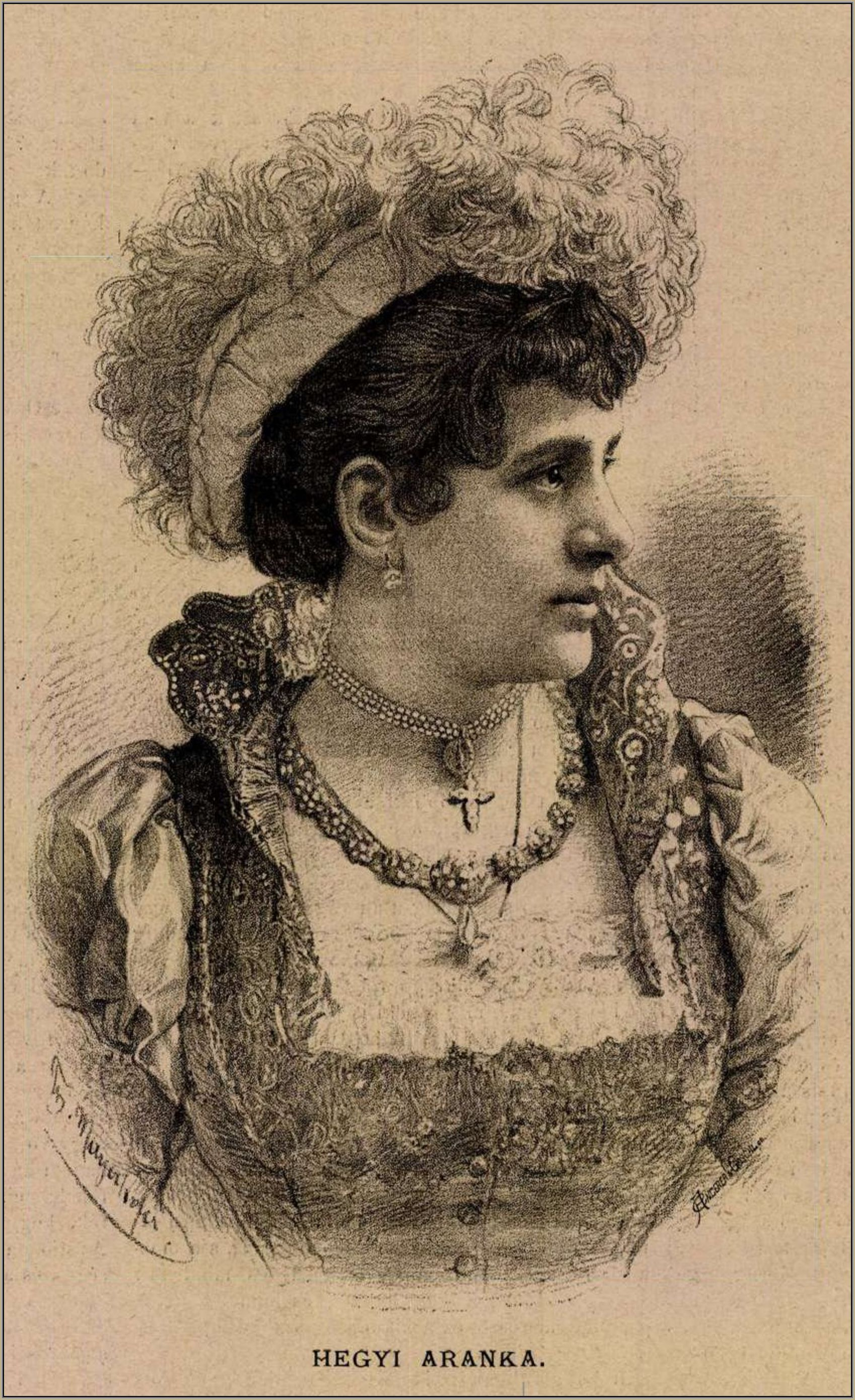
Arcképe 1882-ben
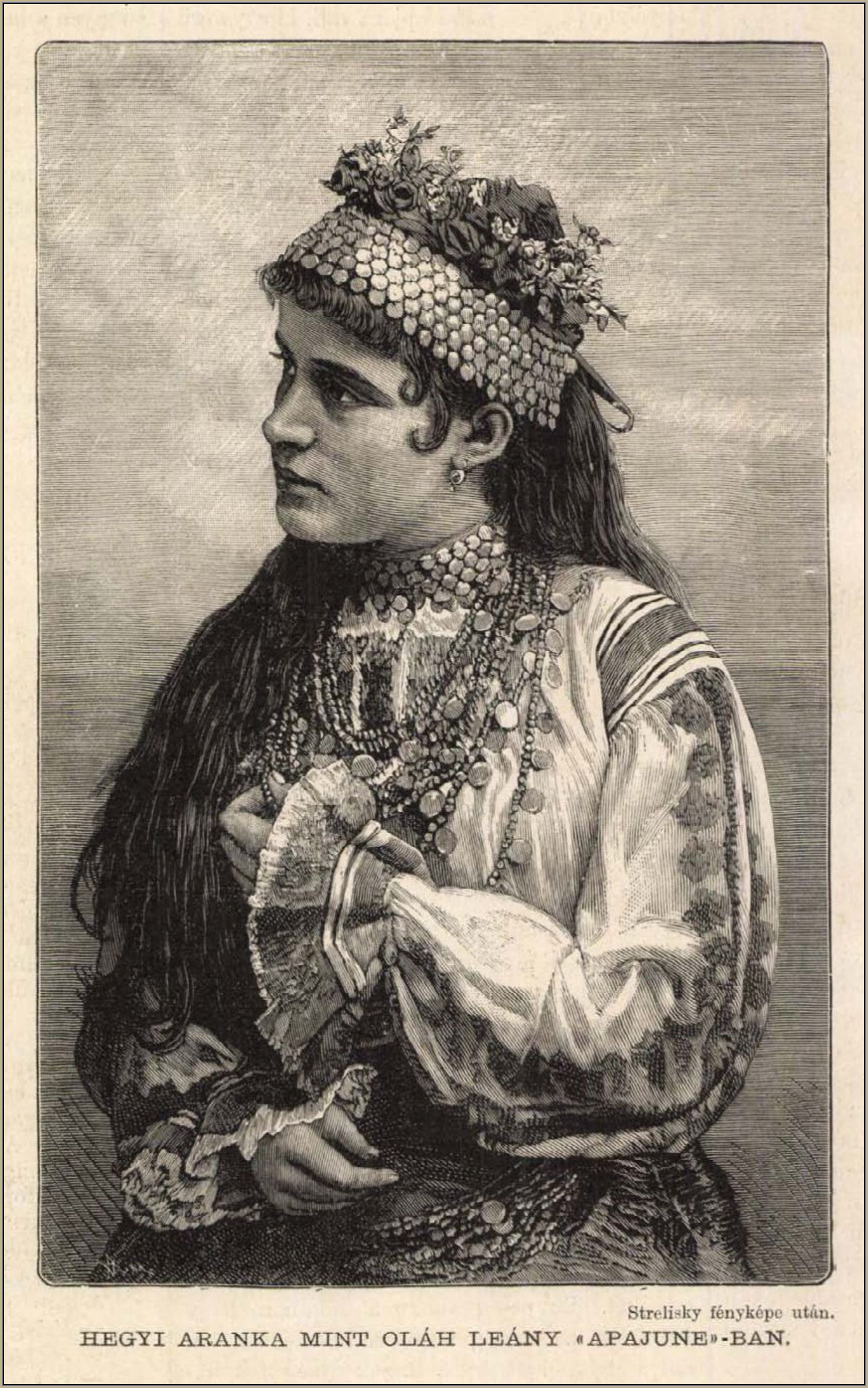
Jelmezes arcképe 1884-ben
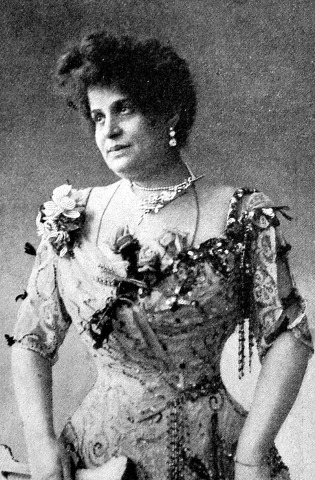
Hegyi Aranka
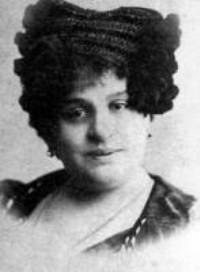
Arcképe
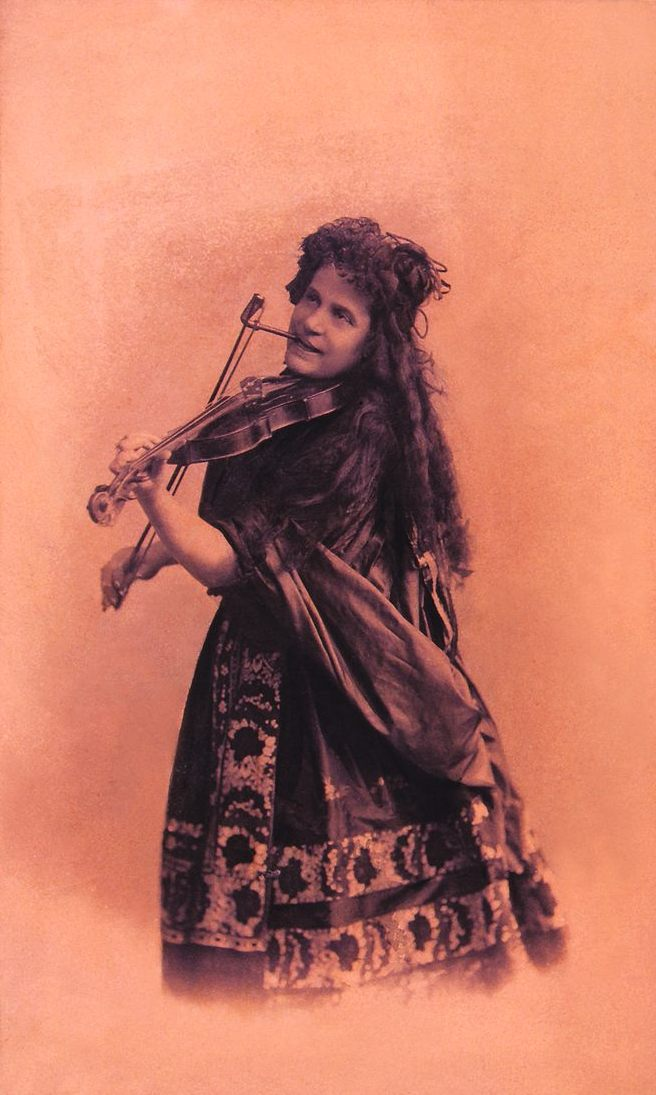
Hegyi Aranka mint Czinka Panna
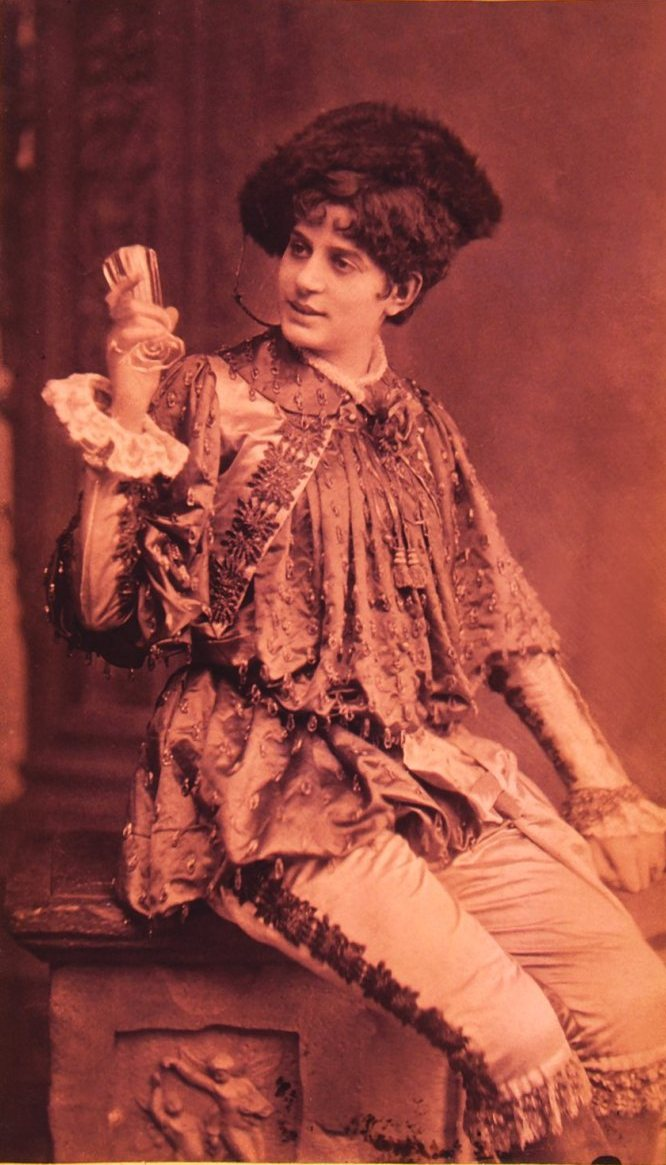
Hegyi Aranka mint Királyfi, Albert Grisar: A királykisasszony bábui című operettjében
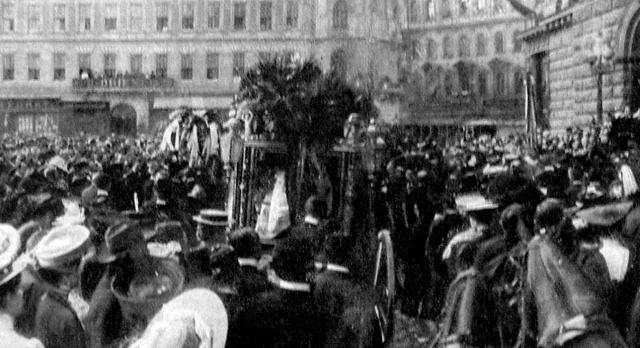
Hegyi Aranka temetése
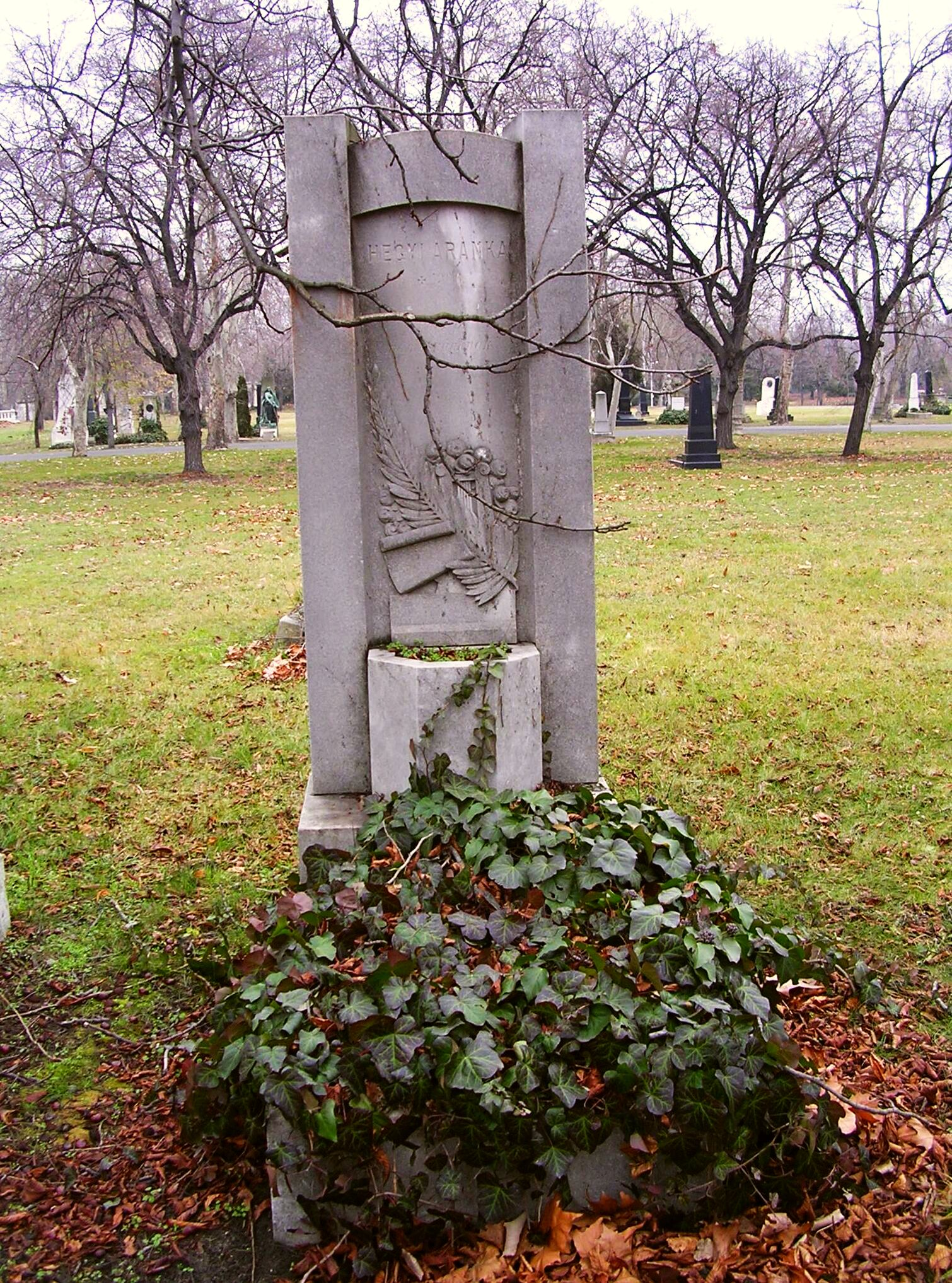
Sírja a Fiumei úti sírkertben, 2004